# Hortipes contubernalis
Hortipes contubernalis är en spindelart som beskrevs av Jan Bosselaers och Rudy Jocqué 2000. Hortipes contubernalis ingår i släktet Hortipes och familjen flinkspindlar. Inga underarter finns listade i Catalogue of Life.